# Große Brennnessel
Die Große Brennnessel (Urtica dioica) ist eine Pflanzenart aus der Gattung der Brennnesseln (Urtica) innerhalb der Familie der Brennnesselgewächse (Urticaceae).
Die widerstandsfähige Pflanze, deren Kraut und Samen genutzt werden können, wurde in Deutschland bereits mehrfach zur Heilpflanze des Jahres ernannt.

## Beschreibung

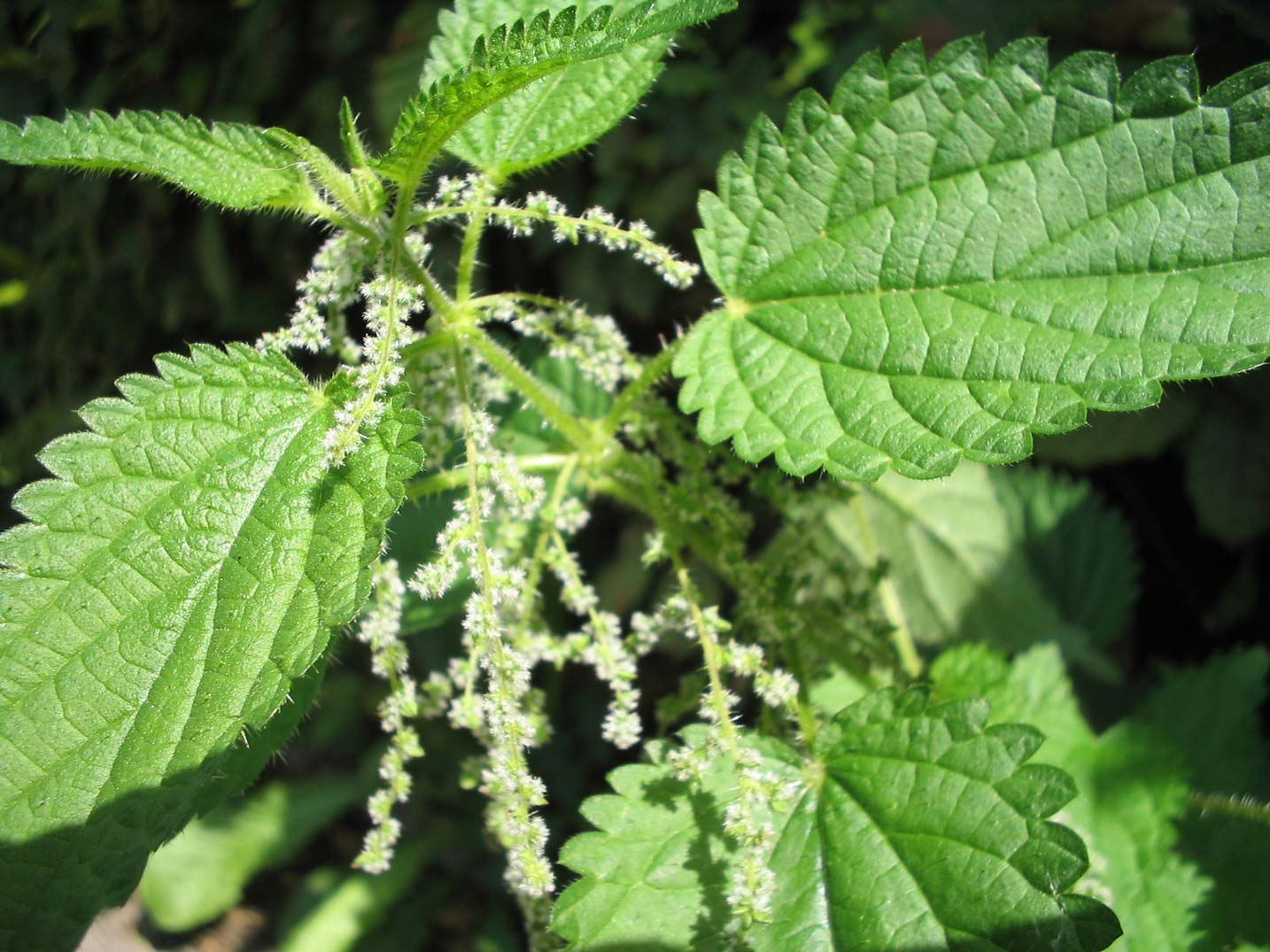
Blühende, weibliche Pflanze

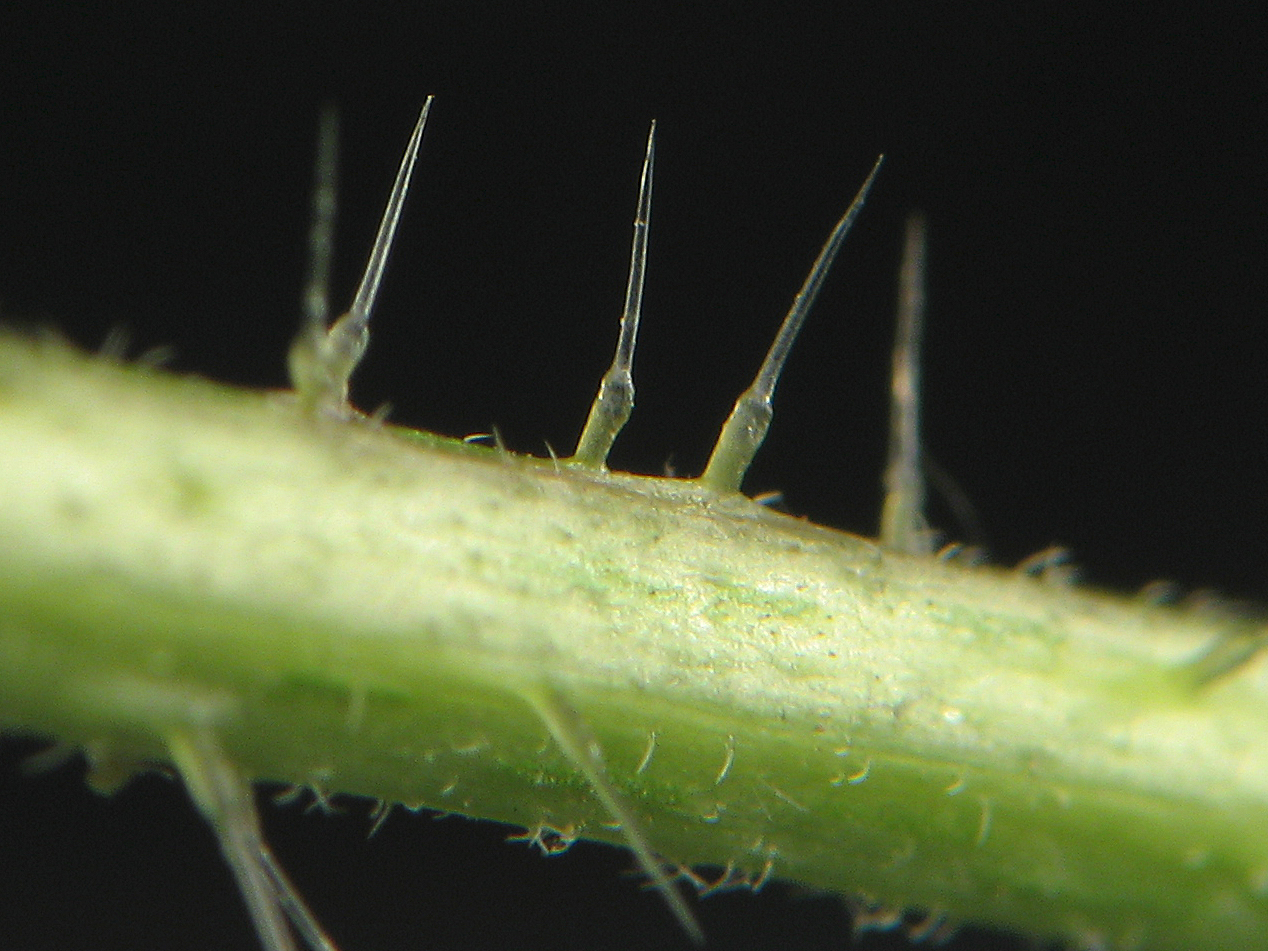
Brennhaare am Blattstiel einer Urtica dioica, die Köpfchen sind erahnbar

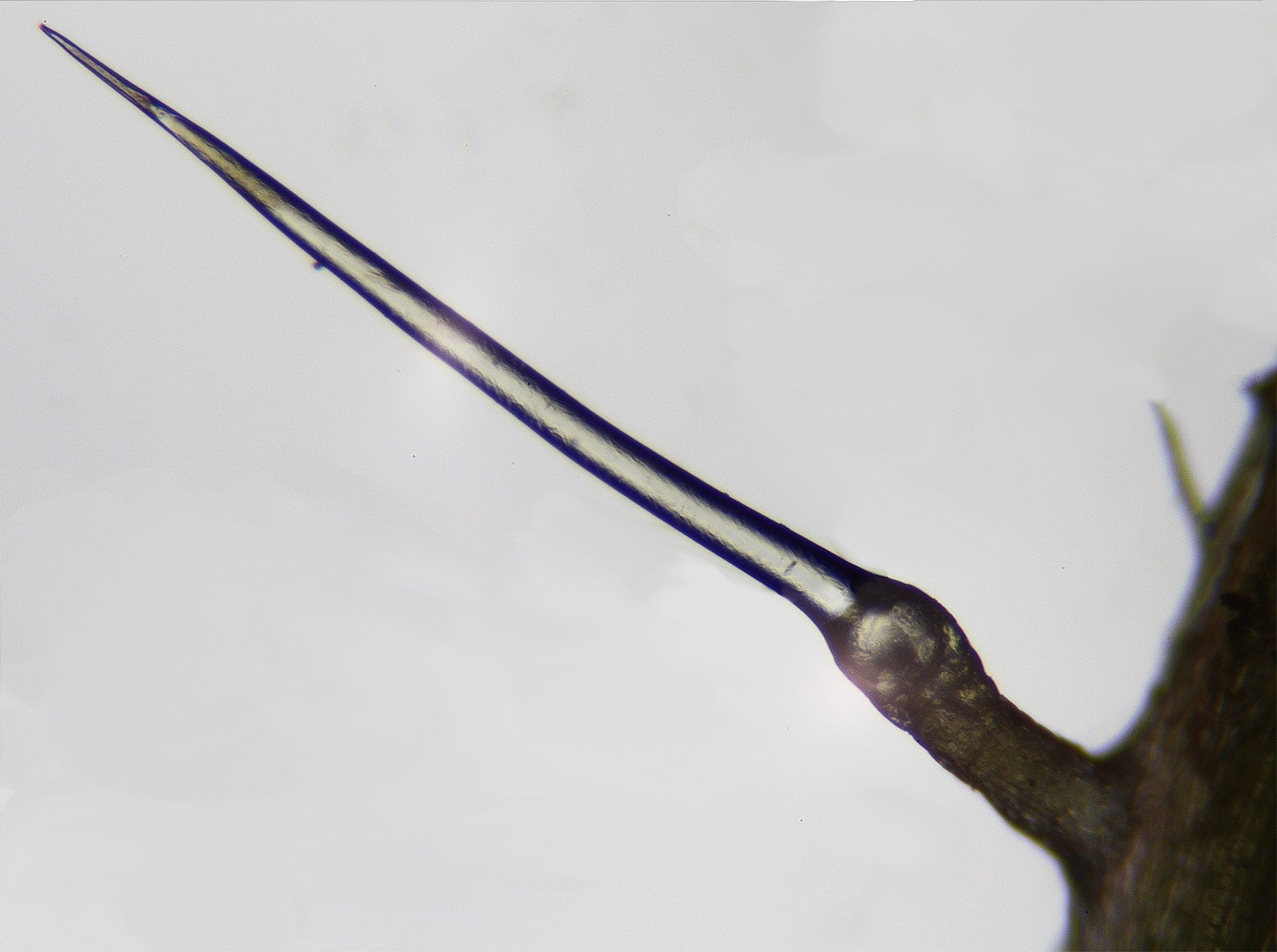
Ein Brennhaar (40× vergrößert)

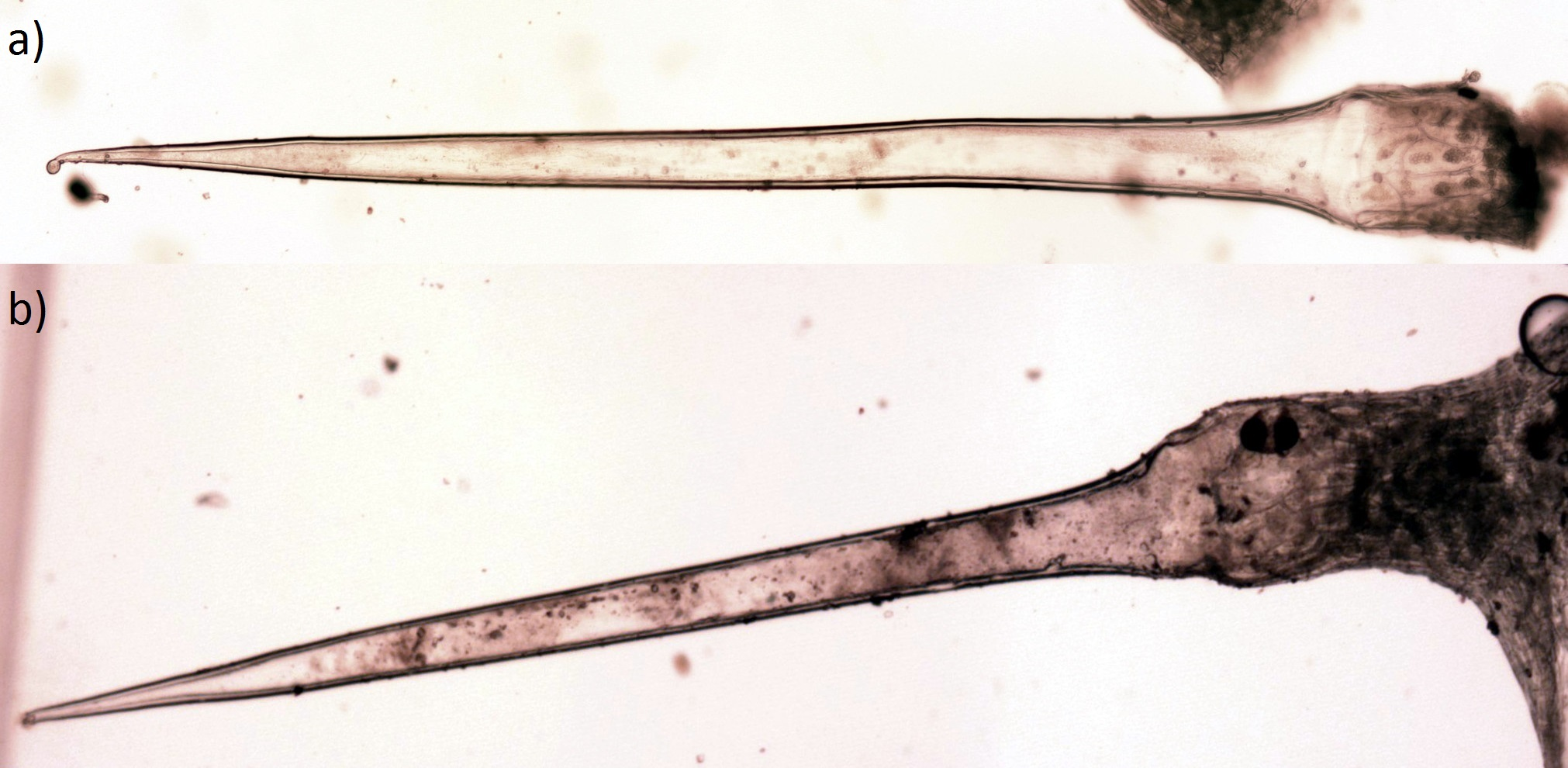
Mikroskopische Aufnahme von Brennhaaren – (a) ist noch intakt mit versiegelter runder Spitze; bei (b) ist die Spitze durch Berührung abgebrochen und dadurch ein scharfer Injektionsapparat gebildet

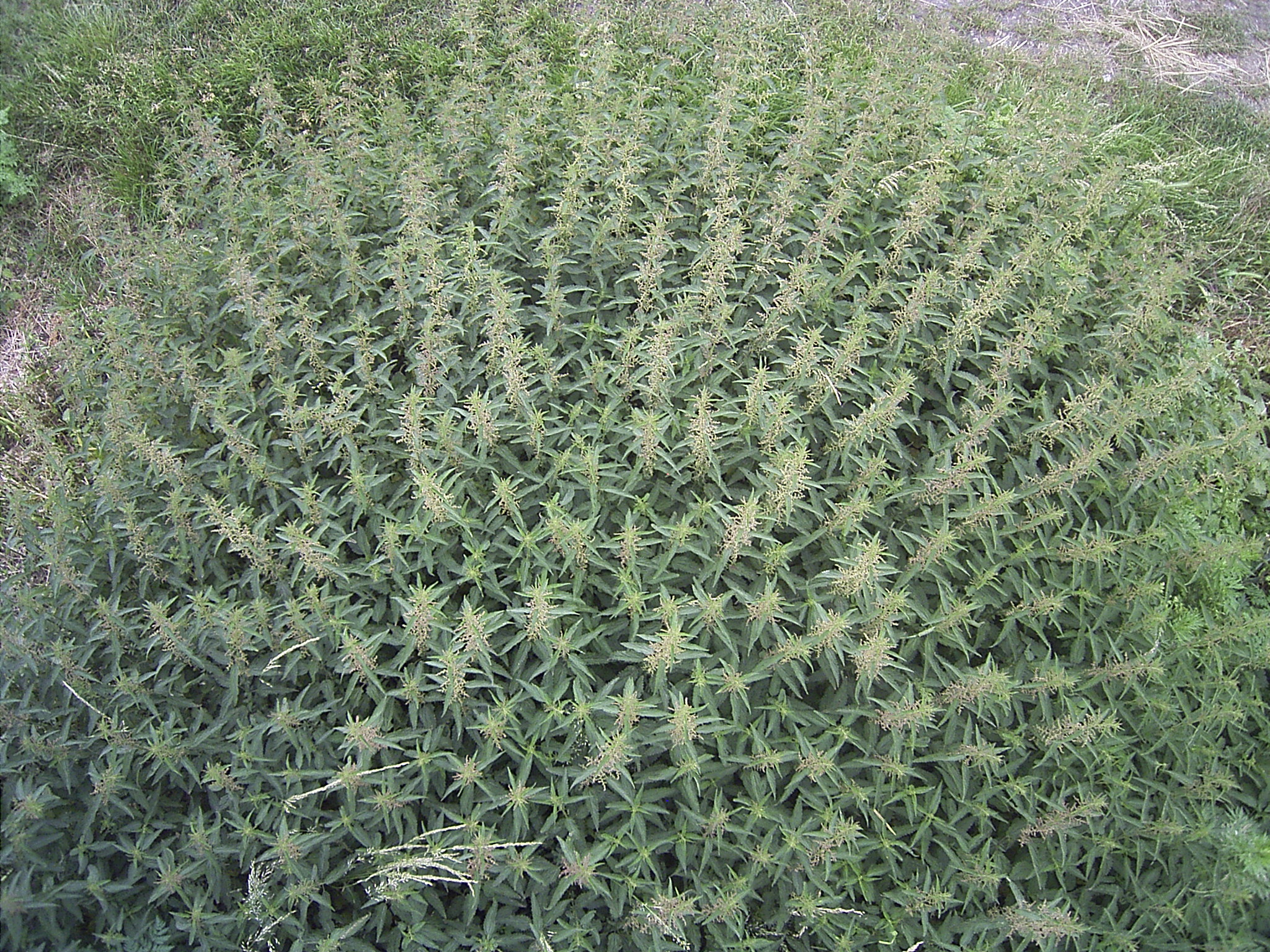
Großer Horst, klonal-eingeschlechtig weiblich

### Vegetative Merkmale
Die Große Brennnessel ist eine ausdauernde krautige Pflanze, die Wuchshöhen von 30 bis 300 Zentimetern erreicht. Sie wurzelt bis 70 Zentimeter tief. Der aufrechte, unverzweigte oder verzweigte Stängel ist stark kantig und hat einen Durchmesser von 3 bis 5 Millimeter. Über ihr kräftiges Rhizom bildet sie Ausläufer und kann so zu großen Horsten heranwuchern. Blätter und Stängel sind mit kieselsäureverstärkten Brennhaaren bewehrt. Daneben sind zusätzlich kurze, graue Borstenhaare zu finden sowie kleine vierzellige Drüsenhaare, oft mit runden Perldrüsen an der Basis.
Die gegenständig am Stängel angeordneten Laubblätter sind in Blattstiel und -spreite gegliedert. Der Blattstiel ist in der Regel weniger als ein Drittel so lang wie die Blattspreite. Die einfache Blattspreite ist bei einer Länge von 6 bis 20 Zentimetern sowie einer Breite von 2 bis 13 Zentimetern herzförmig mit zugespitztem oberen Ende. Die Blattoberseite ist matt sowie dunkelgrün und die -unterseite ist behaart. Der Blattrand ist gesägt, selten doppelt gesägt. Die linealisch-pfriemlichen Nebenblätter sind frei.

### Generative Merkmale
Die Blütezeit reicht von Juli bis Oktober. Die Große Brennnessel ist zweihäusig getrenntgeschlechtig (diözisch). Der Stiel des Tragblattes ist meist kürzer als der rispige Blütenstand. Die eingeschlechtigen Blüten sind radiärsymmetrisch und unscheinbar grünlich oder bräunlich. Die männlichen Blüten sind aufrechtstehend, das Perigon bis zur Mitte gespalten, der Zipfel am Ansatz am breitesten. Die weiblichen Blüten hängen oder sind zurückgebogen. Die äußeren Blütenhüllblätter sind linealisch bis schmal spatelförmig oder lanzettlich und 0,8 bis 1,2 Millimeter lang, die inneren Blütenhüllblätter sind eiförmig bis breit eiförmig, 1,4 bis 1,8 Millimeter lang und 1,1 bis 1,3 Millimeter breit. Der Fruchtknoten ist oberständig.
Die Nussfrucht ist bei einer Länge von 1 bis 1,3, selten bis zu 1,4 Millimetern sowie bei einem Durchmesser von 0,7 bis 0,9 Millimetern eiförmig bis breit-eiförmig, lang und breit. Die Samen haben ein Tausendkorngewicht von 0,14 Gramm und sind frostkeimend.
Die Chromosomenzahl beträgt 2n = 26, 48 oder 52.

## Vorkommen
Die Große Brennnessel ist überall auf der Nordhalbkugel abseits der Tropen und arktischer Regionen weitverbreitet. In Südeuropa und Nordafrika ist sie weniger verbreitet, doch regional gewöhnlich. In Nordamerika ist die Große Brennnessel sowohl in Kanada als auch in den Vereinigten Staaten weitverbreitet und kommt in jeder Provinz bzw. jedem Bundesstaat vor (mit Ausnahme von Hawaii); auch im nördlichsten Mexiko ist sie zu finden. In den regenreichen Gebieten des Pazifischen Nordwestens ist sie besonders stark vertreten.
Die Große Brennnessel ist ein typischer Stickstoffzeiger und wurde durch Nährstoffeintrag (Eutrophierung) und Entwässerung von Auwäldern oft übermäßig stark gefördert, besonders im Saumbereich der Wälder. Ebenso zeigt die Große Brennnessel eine starke Assoziation mit den stickstoffangereicherten (früheren) Aufenthaltsorten von Menschen und Tieren. In den Allgäuer Alpen steigt die Große Brennnessel am Fuß der Krottenspitzen in Bayern bis zu einer Höhenlage von 2100 Meter auf.
Die Große Brennnessel ist in Mitteleuropa eine Charakterart der Klasse Artemisietea, kommt aber auch in Pflanzengesellschaften der Ordnungen Atropetalia oder fagetalia und der Verbände Salicion albae oder Alno-Ulmion vor.
Zeigerwerte nach Ellenberg
| Faktor               | Wert  | Skala | Benennung/Erläuterung                                      |
| -------------------- | ----- | ----- | ---------------------------------------------------------- |
| Lichtzahl            | X     | 1–9   | indifferentes Verhalten                                    |
| Temperaturzahl       | X     | 1–9   | indifferentes Verhalten                                    |
| Kontinentalitätszahl | X     | 1–9   | indifferentes Verhalten                                    |
| Feuchtezahl          | 6     | 1–12  | zwischen Frische- und Feuchtezeiger                        |
| Reaktionszahl        | 6     | 1–9   | zwischen Mäßigsäurezeiger und Schwachsäure bis Schwachbase |
| Stickstoffzahl       | 8     | 1–9   | ausgesprochener Stickstoffzeiger                           |
| Lebensform           | hp, H | -     | Halbparasit(?), Hemikryptophyt                             |

## Ökologie

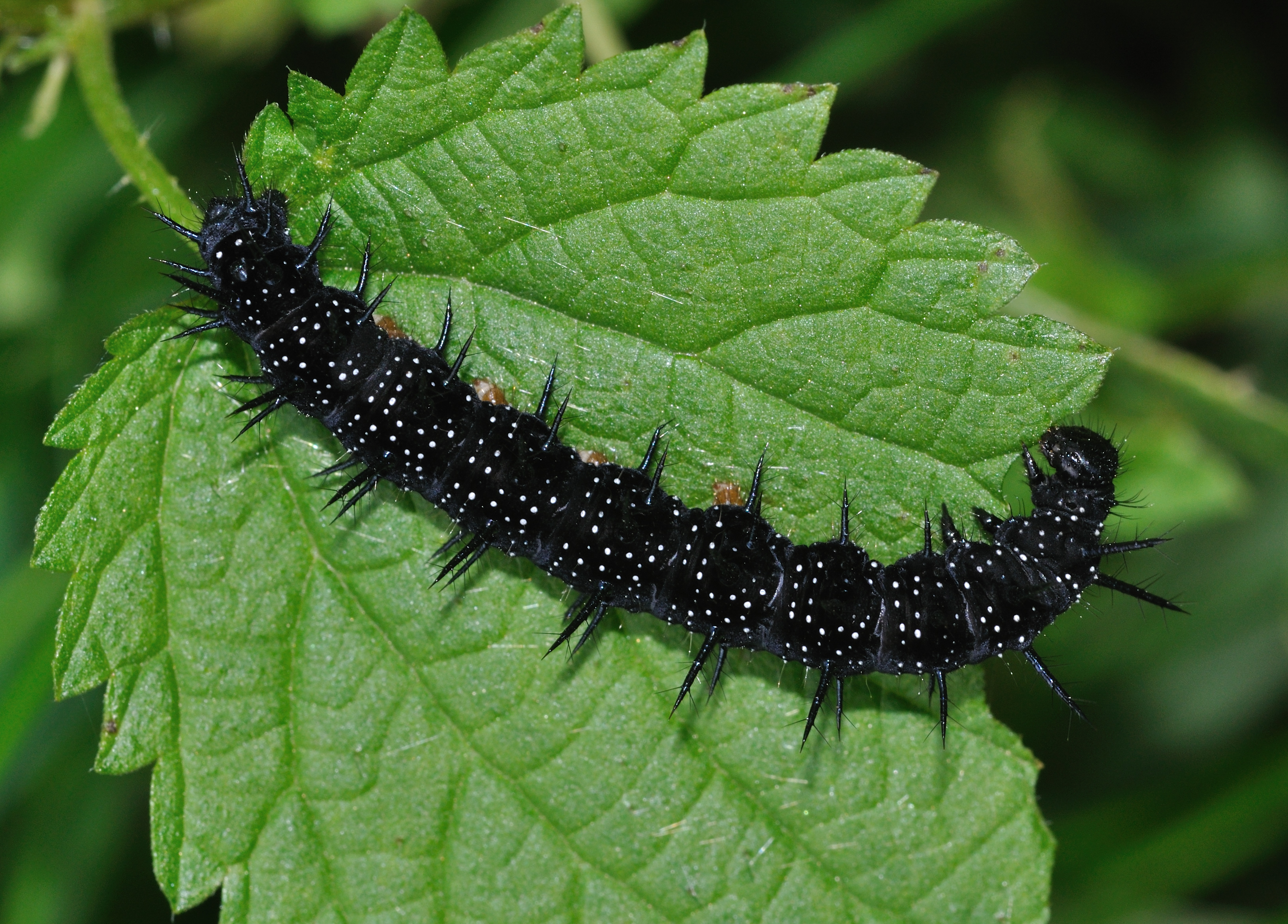
Raupe des Tagpfauenauges beim Abfressen eines Brennnesselblattes

### Fruchtreife
Die Fruchtreife erfolgt von September bis Oktober, die Ausbreitung der Früchte erfolgt sehr vielseitig als Ballon- oder Flügelflieger, als Schwimmer oder auch als Anhafter im Tierfell.

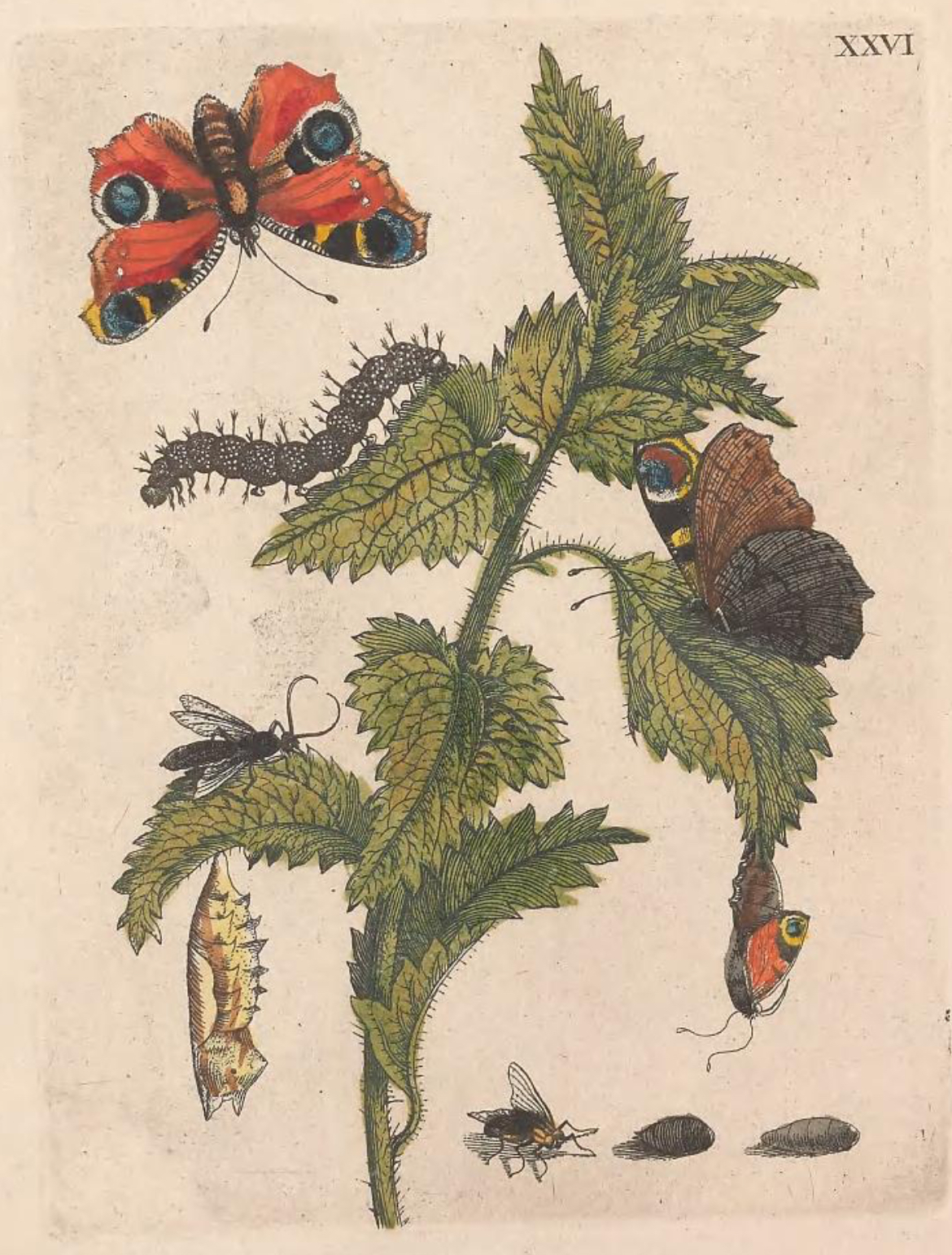
Wirtspflanze, Illustration 1730

### Wirtspflanze
Die Große Brennnessel dient zahlreichen Schmetterlingsraupen als Nahrungspflanze. Arten wie Kleiner Fuchs und Tagpfauenauge sind monophag, ernähren sich also fast ausschließlich von ihr. Auch für die Gepunktete Nesselwanze ist sie eine wichtige Nahrungspflanze. Die Wurzeln sind Nahrung für den Großen Hopfen-Wurzelbohrer.

Auch mehrere Rüsselkäferarten leben von der Großen Brennnessel: Der Brennnessel-Spitzmausrüssler und der Gekörnte Nesselrüssler besiedeln die Pflanze nur an ihren ursprünglichen Flussauen-Standorten. Der Gefleckte Brennnesselrüssler konnte ihr dagegen auf ihre Sekundärstandorte folgen und ist überall häufig. Die drei Arten besetzen auf der Pflanze unterschiedliche ökologische Nischen. Die Larven des Brennnessel-Spitzmausrüsslers entwickeln sich in den Stängelknoten, die des Gekörnten Nesselrüsslers bohren sich aus einem Blattstiel den Stängel herunter, und der Gefleckte Brennnesselrüssler entwickelt sich in den Wurzeln. Daneben sind weitere Rüsselkäfer an Brennnesseln zu finden, die jedoch nicht streng darauf spezialisiert zu sein scheinen.

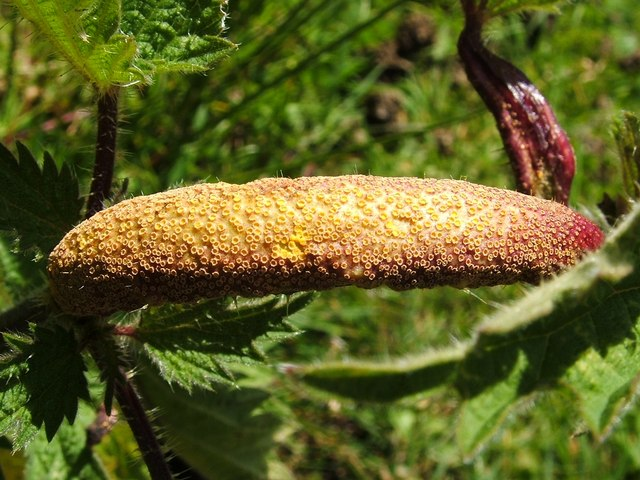
Fruchtkörper des Rostpilzes Puccinia urticata

Dem Rostpilz Puccinia urticata dient die Große Brennnessel als Zwischenwirt, auf der er einen auffälligen, gelborangen, raupenförmigen Fruchtkörper ausbildet, bevor er zur weiteren Entwicklung auf Seggen (Carex) wechselt.

## Inhaltsstoffe
Kraut und Blätter enthalten zahlreiche Inhaltsstoffe, als wichtigste Scopoletin und β-Sitosterin, daneben 1 bis 2 % Flavonoide (Quercetin-, Kämpferolglykoside), 1 bis 4 % Silikate. Die Wurzel enthält zusätzlich 0,1 % eines spezifischen Lektins, des sogenannten „Urtica dioica Agglutins“. Der Brennsaft enthält Histamin, Acetylcholin und Serotonin. Die Pflanze ist reich an Vitaminen A und C, Eisen, Kalium, Mangan und Calcium.

## Systematik
Die Erstveröffentlichung von Urtica dioica erfolgte 1753 durch Carl von Linné in Species Plantarum, Tomus II, Seite 984. Das Artepitheton dioica verweist auf die Zweihäusigkeit.
Je nach Autor gibt es in Mitteleuropa zwei Unterarten von Urtica dioica:
- Urtica dioica subsp. dioica: Blattspreiten mit Brennhaaren, vor allem auf den Nerven mehr oder weniger behaart. Der unterste Blütenstand entspringt am 7.–14. Stängelknoten. Sie kommt in frischen bis feuchten Staudenfluren, Auen- und Erlenwäldern und Ruderalflächen vor. Das Verbreitungsgebiet entspricht dem der Art. Die Chromosomenzahl beträgt 2n = 48 bzw. 52.[14]
- Urtica dioica L. subsp. subinermis (R.Uechtr.) Weigend (Syn.: Urtica dioica subsp. galeopsifolia auct. non (Wierzb. ex Opiz) Chrtek)[15]: Blattspreiten ohne Brennhaare, mindestens unterseits aber dicht behaart. Der unterste Blütenstand entspringt am 13.–20. Stängelknoten. Das Verbreitungsgebiet umfasst vermutlich das submediterrane bis temperierte Europa. In Mitteleuropa kommt sie selten in Erlenwäldern und im sumpfigen Flussufer von Rhein, Main und Donau vor; die Verbreitung ist nur wenig bekannt. In Großbritannien ist sie auf die Fens von Cambridgeshire und Lincolnshire beschränkt.[16] Die Chromosomenzahl beträgt 2n = 26.[14]

Eine züchterisch bearbeitete Sorte der Großen Brennessel ist die Fasernessel (Urtica dioica L. convar. fibra).

## Nutzung
Die protein-, vitamin- und mineralstoffreichen Blätter der Brennnessel können ebenso wie Blüten und Samenstände als Brennnesselspinat gekocht oder als Salat verwendet werden. Besonders die jungen Triebe ergeben ein nahrhaftes, wohlschmeckendes Wildgemüse. Die Blätter stechen nicht mehr, wenn sie entweder getrocknet, gewässert, gekocht oder mechanisch bearbeitet wurden, z. B. durch Kneten in der Handfläche oder durch Rollen mit dem Nudelholz.
Nachdem das Pflanzenexemplar geblüht hat und die Samenproduktion beginnt, bilden sich in den Blättern kalkhaltige Zystolithen, die reizend auf Nieren und Harnwege wirken können.
Brennnesseln werden regional in Polenta- und Püree-Gerichten sowie zur Zubereitung von Pesto und als Beigabe zu speziellen Käsesorten verwendet. Brennnesselsuppe ist traditionell in Nord- und Osteuropa verbreitet.
Speziell in Albanien werden Brennnesseln als Bestandteil der Füllung von Börek-Teigtaschen (Byrek me hithra) verwendet.

### Anbau
Für den gezielten Nutzanbau von Brennnesseln erfolgt im Mai entweder eine Aussaat oder die Pflanzung von Rhizomen bzw. vorgezogenen Jungpflanzen in das Freiland. Die Brennnessel kann ein- oder mehrjährig angebaut werden. Sollen die Blätter verwendet werden, erfolgt die Ernte mit Schneidladern während der Vollblüte der Pflanzen zwischen August und Oktober. Beim Anbau zur Fasergewinnung muss mit der Ernte bis zum Blühende abgewartet werden. Pro Hektar Anbaufläche lassen sich zwischen 20 und 40 t Feuchtmasse (FM) bzw. 2,5 bis 4 t Droge erzielen.

### Pharmakologie und Kosmetik

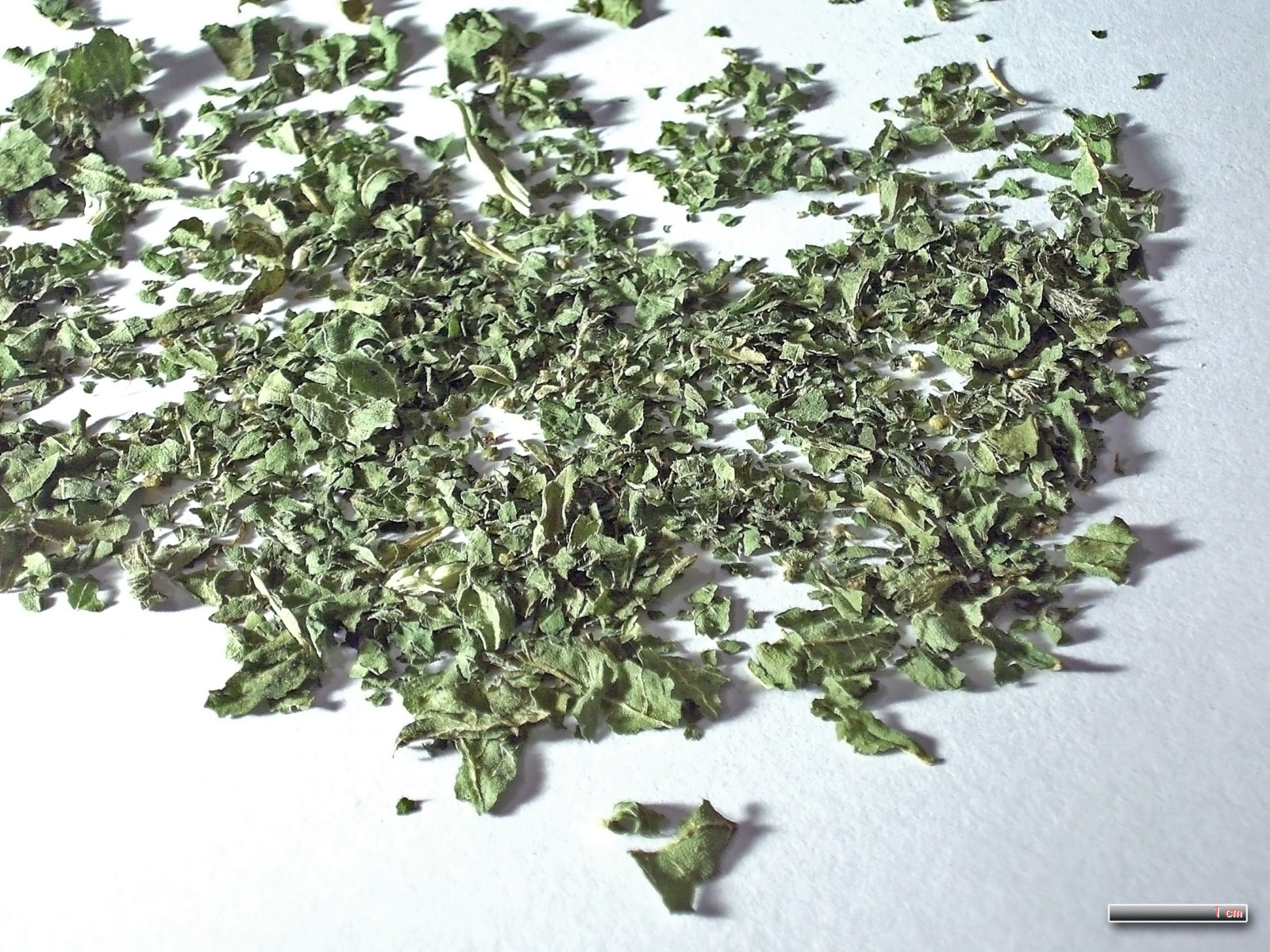
Große Brennnessel in Form der Blattdroge (Urticae folium)

Als Heilmittel werden frische oder getrocknete Brennnesselblätter (Urticae folium), getrocknetes Brennnesselkraut (Urticae herba) und getrocknete Wurzel (Urticae radix) verwendet. Sie werden als Tees, Extrakte oder Fertigpräparat angewandt.
Als Heilpflanze wird sie bei Harnwegserkrankungen, Rheuma und Arthrose, Erkältungskrankheiten sowie zur Entgiftung eingesetzt. Für die Blätter bzw. das Kraut ist bei innerer Anwendung ein leicht harntreibender Effekt belegt, innerlich wie äußerlich werden sie auch gegen rheumatische Erkrankungen eingesetzt. Extrakte der Wurzel werden zur Linderung von Miktionsbeschwerden in den Anfangsstadien der benignen Prostatahyperplasie gebraucht; welcher der enthaltenen Wirkstoffe dafür verantwortlich ist, ist noch unklar. In der Volksmedizin und der Homöopathie existieren noch weitere Nutzungen, deren Wirkung unbelegt ist.
In der Volksmedizin wird die Große Brennnessel neben Rheuma auch bei Verdauungsleiden, Nierenbeschwerden, zur Blutbildung und zur Anregung der Enzymproduktion der Bauchspeicheldrüse eingesetzt.
Weitere medizinisch relevante Eigenschaften sind die entzündungshemmende Wirkung, durch eine Hemmung der Bildung von Leukotrienen und Prostaglandinen, sowie die Vorbeugung von Nierensteinen.
In der Kosmetikindustrie dienen aus der Brennnesselwurzeln oder -blättern erzeugte Bereitungen als Zusatz zu Shampoos, Haarwässern und Haarwuchsmitteln, da sie die Durchblutung des Haarbodens stärken.
Die Große Brennnessel wurde 1996 und 2022 zur Heilpflanze des Jahres gekürt.

### Fasernutzung
Die Große Brennnessel war bis ins 18. Jahrhundert wegen ihrer Bastfasern eine wichtige Faserpflanze, vorzüglich geeignet beispielsweise für festes Nesseltuch, Netze oder Stricke, geriet aber wegen ihrer mangelnden industriellen Verarbeitbarkeit ins Vergessen. Die Convarietät Fasernessel wird seit den 1990er Jahren züchterisch weiterbearbeitet.
Die Eigenschaften der Brennnesselfaser sind unter anderem hohe Reißfestigkeit, extrem hohe Feuchtigkeitsaufnahme, Bauschfähigkeit ähnlich der Baumwolle und ein edler Glanz.

### Samen

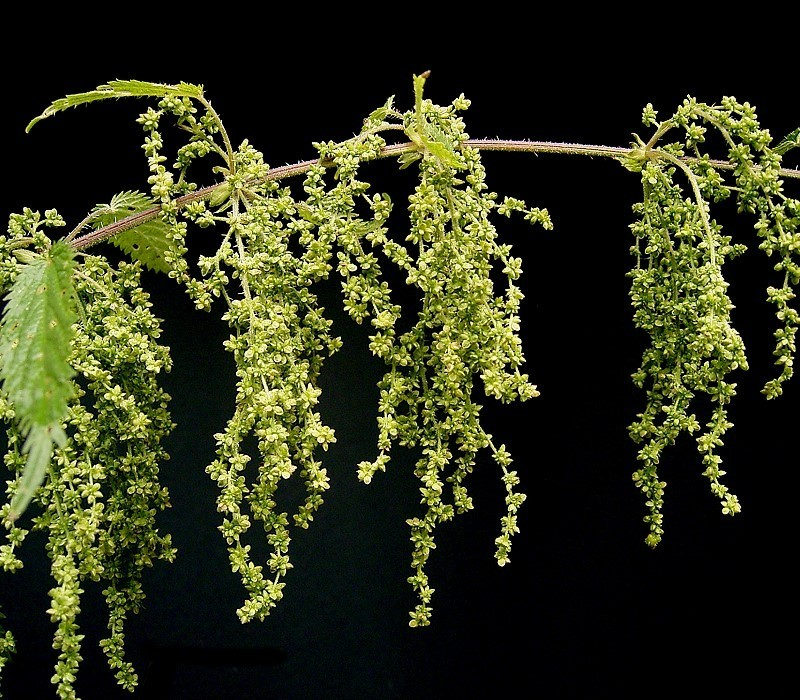
Die Samen der weiblichen Pflanzen eignen sich als Teebasis, als Nahrungszusatz oder als Basis für Brennnesselsamenöl

Die nussig schmeckenden Samen weiblicher Brennnesselpflanzen lassen sich getrocknet auch als Grundlage für Tee, Gewürzsalz oder Pesto verwenden, aber auch als Zutat für selbst gemachte Smoothies, Suppen, Salate und Pfannengerichte.
Aus den Samen der weiblichen Pflanzen kann außerdem wertvolles Brennnesselsamenöl gewonnen werden.

### Sonstige Nutzung
Brennnesselabkochungen werden wegen der enthaltenen Kieselsäure gern als Pflanzenstärkungsmittel gegen saugende Insekten eingesetzt. Als Jauche werden Brennnesseln auch zum Düngen verwendet.
Das Kraut eignet sich (angewelkt oder als Heu) auch als Futter für Schweine, Rinder, Schafe, insbesondere für Geflügel. Kleingehackt sind Brennnesseln traditionell Bestandteil von Kükenaufzuchtfutter. Brennnessel wird als Futter für die Zucht von Weinbergschnecken eingesetzt.

### Vorübergehendes Nutzungsverbot in Frankreich
In Frankreich wurde mit dem Erlass vom 1. Juli 2006 der Verkauf, der Besitz und die Herstellung von nicht zugelassenen Pflanzenschutzmitteln bei Strafe verboten. Der Sender Arte zeigte darüber den Dokumentarfilm Brennnessel, die ungeliebte Pflanze? – Brennnessel-Krieg in Frankreich.
Der Wirtschaftsausschuss der Nationalversammlung billigte am 21. November 2006 einen Entwurf zur Änderung des Wassergesetzes, um die Verwendung von „natürlichen Präparaten aus handwerklicher Fertigung“ wie Brennnessel-Dünger zu ermöglichen.
Erst mit der Verordnung vom 18. April 2011 mit dem Titel „Genehmigung des Inverkehrbringens von hausgemachter Brennnessel-Jauche zur Verwendung im Pflanzenschutz“ wurde der Gebrauch auch formell wieder legalisiert.